# إيزو لو (فلم)
إيزو لو (بالفرنسية: Iso Lo) هو فيلم وثائقي سنغالي صدر عام 1994.

## القصّة
يُقدم هذا الفيلم الوثائقيّ لمحة عنِ الموسيقيّ إسماعيل لو، وقد صُوِّر خلال إحدى جولاته في قلب إفريقيا.